# Sauvagney
Sauvagney est une commune française située dans le département du Doubs, la région culturelle et historique de Franche-Comté et la région administrative Bourgogne-Franche-Comté.
Sa spécificité assez méconnue est d'être appelée le "village aux trois châteaux", de par les trois plus grosses bâtisses situées sur son sol, malgré le fait que certaines ne ressemblent guère à l'image que l'on peut se faire des châteaux.
Les habitants de la commune sont les Sauvagnoulais et Sauvagnoulaises.

## Géographie

### Climat
Pour des articles plus généraux, voir Climat de la Bourgogne-Franche-Comté et Climat du Doubs.
En 2010, le climat de la commune est de type climat des marges montargnardes, selon une étude du Centre national de la recherche scientifique s'appuyant sur une série de données couvrant la période 1971-2000. En 2020, Météo-France publie une typologie des climats de la France métropolitaine dans laquelle la commune est exposée à un climat semi-continental et est dans une zone de transition entre les régions climatiques « Lorraine, plateau de Langres, Morvan » et « Jura ». 
Pour la période 1971-2000, la température annuelle moyenne est de 10,5 °C, avec une amplitude thermique annuelle de 17,5 °C. Le cumul annuel moyen de précipitations est de 1 024 mm, avec 12,7 jours de précipitations en janvier et 9,1 jours en juillet. Pour la période 1991-2020, la température moyenne annuelle observée sur la station météorologique de Météo-France la plus proche, « Bucey-lès-Gy », sur la commune de Bucey-lès-Gy à 12 km à vol d'oiseau, est de 11,6 °C et le cumul annuel moyen de précipitations est de 1 032,6 mm. 
La température maximale relevée sur cette station est de 41,5 °C, atteinte le 8 août 2003 ; la température minimale est de −23 °C, atteinte le 2 janvier 1971,,. 
Les paramètres climatiques de la commune ont été estimés pour le milieu du siècle (2041-2070) selon différents scénarios d'émission de gaz à effet de serre à partir des nouvelles projections climatiques de référence DRIAS-2020. Ils sont consultables sur un site dédié publié par Météo-France en novembre 2022.

## Urbanisme

### Typologie
Au 1er janvier 2024, Sauvagney est catégorisée commune rurale à habitat dispersé, selon la nouvelle grille communale de densité à 7 niveaux définie par l'Insee en 2022.
Elle est située hors unité urbaine. Par ailleurs la commune fait partie de l'aire d'attraction de Besançon, dont elle est une commune de la couronne,. Cette aire, qui regroupe 310 communes, est catégorisée dans les aires de 200 000 à moins de 700 000 habitants,.

### Occupation des sols
L'occupation des sols de la commune, telle qu'elle ressort de la base de données européenne d’occupation biophysique des sols Corine Land Cover (CLC), est marquée par l'importance des territoires agricoles (60,3 % en 2018), en diminution par rapport à 1990 (69 %). La répartition détaillée en 2018 est la suivante : 
terres arables (35 %), forêts (31 %), prairies (25,3 %), zones urbanisées (8,8 %). L'évolution de l’occupation des sols de la commune et de ses infrastructures peut être observée sur les différentes représentations cartographiques du territoire : la carte de Cassini (XVIIIe siècle), la carte d'état-major (1820-1866) et les cartes ou photos aériennes de l'IGN pour la période actuelle (1950 à aujourd'hui).

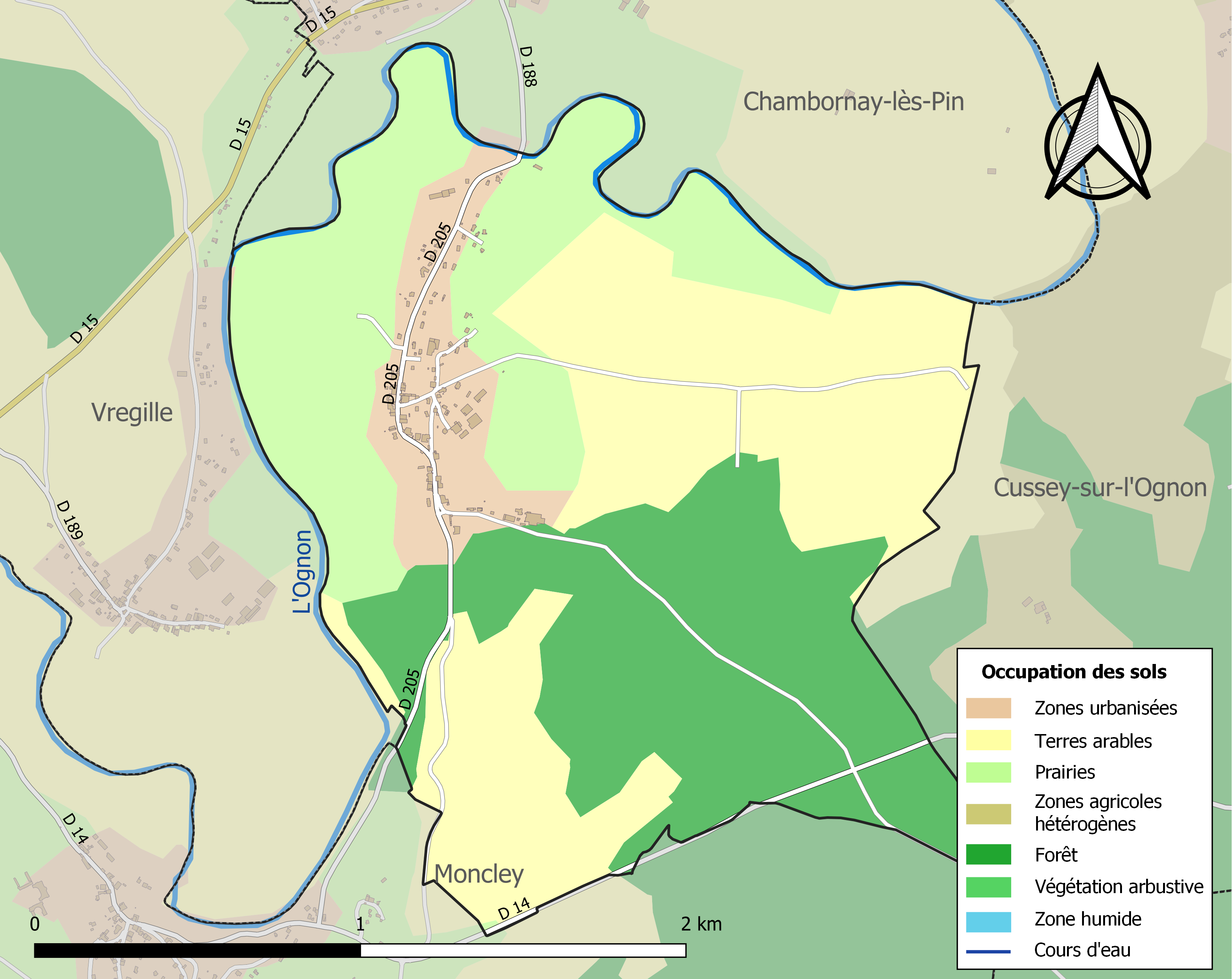
Carte des infrastructures et de l'occupation des sols de la commune en 2018 (CLC).

## Toponymie
Savanney en 1160 ; Sauvaigne en 1269 ; Sauvaigney en 1281 ; Savoigney en 1287 ; de Savanayo en 1304 ; de Savagneys en 1326 ; Saveygney en 1344 ; Savigney en 1348 ; de Savigneyo en 1544 ; Saulvigney en 1665.

## Politique et administration

### Rattachements administratifs et électoraux
La commune fait partie de l'arrondissement de Besançon du département du Doubs,  en région Bourgogne-Franche-Comté. Pour l'élection des députés, elle dépend de la première circonscription du Doubs.
La commune faisait partie depuis 1801 du canton d'Audeux. Dans le cadre du redécoupage cantonal de 2014 en France, la commune fait désormais partie du canton de Saint-Vit.

### Intercommunalité
La commune faisait partie de la Communauté de communes des Rives de l'Ognon créée le 9 décembre 2002. Celle-ci a fusionné avec une autre pour former, le 1er janvier 2014 la communauté de communes du Val marnaysien, située principalement en Haute-Saône et en partie dans le département du Doubs, dont la commune est désormais membre.

### Liste des maires
| Période                                  | Période                   | Identité                                     | Étiquette | Qualité     |
| ---------------------------------------- | ------------------------- | -------------------------------------------- | --------- | ----------- |
| Les données manquantes sont à compléter. |                           |                                              |           |             |
| mars 2008                                | En cours (au 31 mai 2020) | Pascal Ducret Réélu pour le mandat 2020-2026 | DVD       | Agriculteur |

## Population et société

### Démographie
L'évolution du nombre d'habitants est connue à travers les recensements de la population effectués dans la commune depuis 1793. Pour les communes de moins de 10 000 habitants, une enquête de recensement portant sur toute la population est réalisée tous les cinq ans, les populations de référence des années intermédiaires étant quant à elles estimées par interpolation ou extrapolation. Pour la commune, le premier recensement exhaustif entrant dans le cadre du nouveau dispositif a été réalisé en 2005.

En 2022, la commune comptait 194 habitants, en évolution de +4,86 % par rapport à 2016 (Doubs : +1,88 %, France hors Mayotte : +2,11 %).
| 1793 | 1800 | 1806 | 1821 | 1831 | 1836 | 1841 | 1846 | 1851 |
| ---- | ---- | ---- | ---- | ---- | ---- | ---- | ---- | ---- |
| 225  | 214  | 208  | 195  | 221  | 229  | 208  | 214  | 223  |

| 1856 | 1861 | 1866 | 1872 | 1876 | 1881 | 1886 | 1891 | 1896 |
| ---- | ---- | ---- | ---- | ---- | ---- | ---- | ---- | ---- |
| 210  | 183  | 171  | 164  | 136  | 136  | 142  | 149  | 131  |

| 1901 | 1906 | 1911 | 1921 | 1926 | 1931 | 1936 | 1946 | 1954 |
| ---- | ---- | ---- | ---- | ---- | ---- | ---- | ---- | ---- |
| 107  | 109  | 115  | 80   | 93   | 104  | 104  | 110  | 89   |

| 1962 | 1968 | 1975 | 1982 | 1990 | 1999 | 2005 | 2006 | 2010 |
| ---- | ---- | ---- | ---- | ---- | ---- | ---- | ---- | ---- |
| 83   | 98   | 107  | 119  | 148  | 165  | 157  | 154  | 159  |

| 2015 | 2020 | 2022 | - | - | - | - | - | - |
| ---- | ---- | ---- | - | - | - | - | - | - |
| 178  | 188  | 194  | - | - | - | - | - | - |

### Médias et numérique
Le quotidien régional L'Est républicain relate les actualités de la commune dans son édition locale de Besançon. La chaîne de télévision France 3 Franche-Comté et la station de radio France Bleu Besançon relaient les informations locales.

### Cultes
La commune dispose d'un seul lieu de culte de confession catholique, l'église de la Nativité-de-la-Sainte-Vierge. Au sein du diocèse de Besançon, le doyenné de Banlieue - Val de l'Ognon regroupe six paroisses dont celle des Rives de l'Ognon à laquelle appartient Sauvagney. Pour les autres confessions, les lieux de cultes les plus proches (mosquées, synagogue, temple) sont tous situés à Besançon.

## Culture locale et patrimoine

### Lieux et monuments
Parmi les habitations de Sauvagney, pour la plupart construites entre 1550 et 1850, il est à noter la présence dans ce village de :
- Trois grosses bâtisses appelées "châteaux" au style assez différent les unes des autres,
- La ferme dite «des Cordeliers» qui fut occupée par des religieux de cet ordre,
- L'église de Sauvagney, datant de la fin du XVIe siècle, bâtie dans un style atypique pour cette époque, correspondant plus à un bâtiment du XVIe,
- Le lavoir-abreuvoir couvert.

ainsi que le monument aux morts de Sauvagney, à proximité de l'église, érigé en l'honneur des braves tombés aux combats.

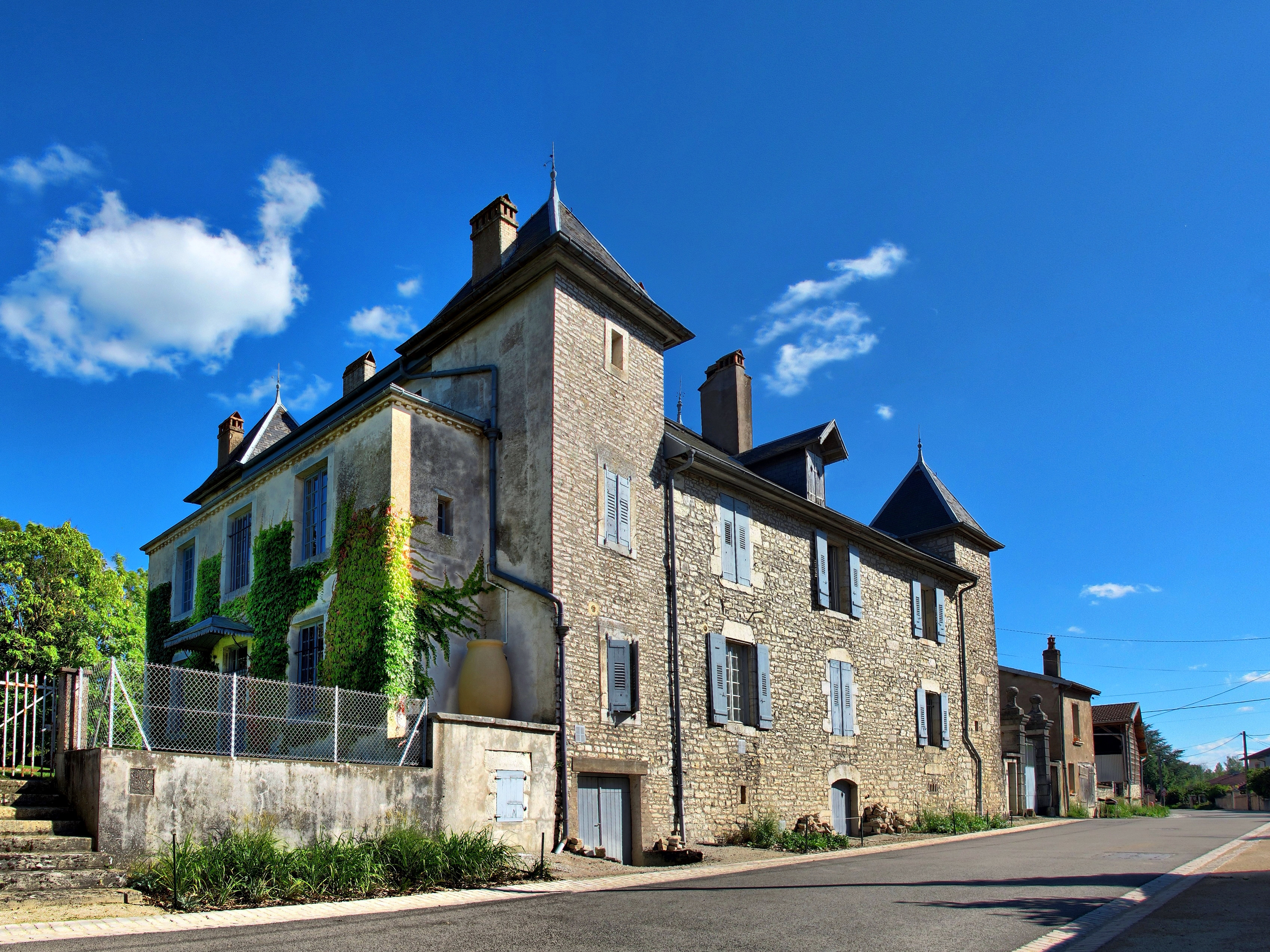
Le château Nord.
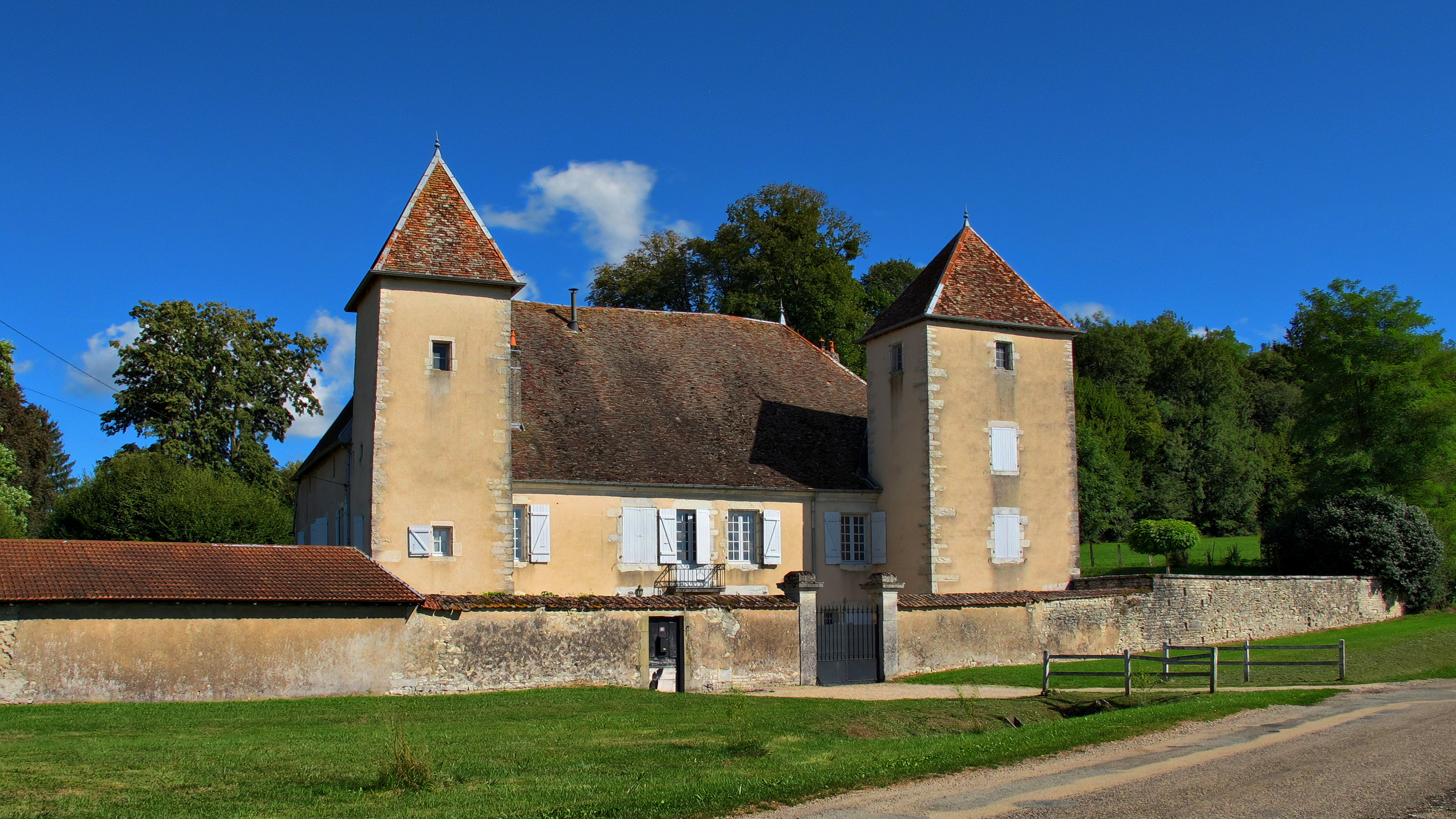
Le château Sud.
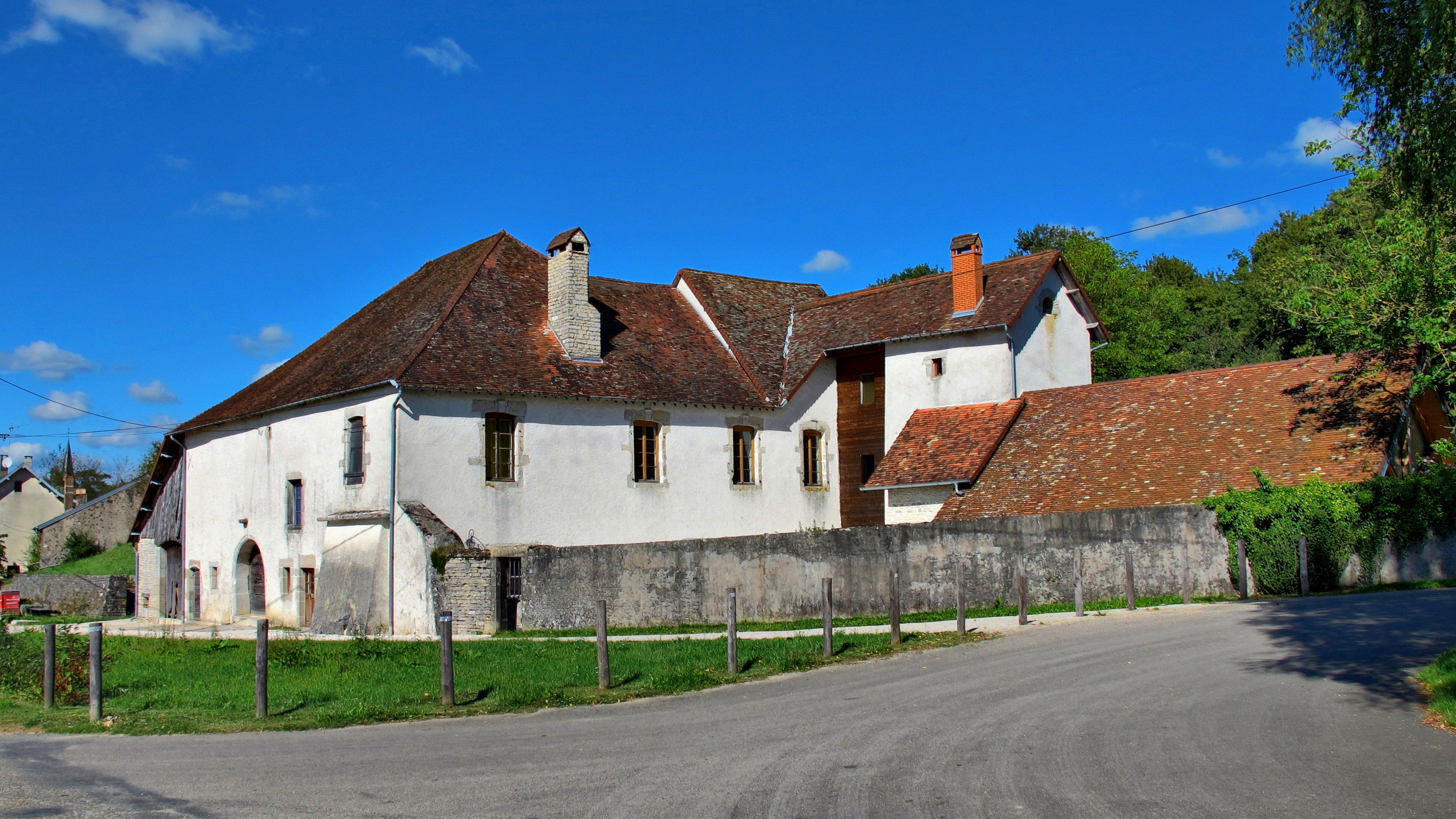
La ferme des Cordeliers.
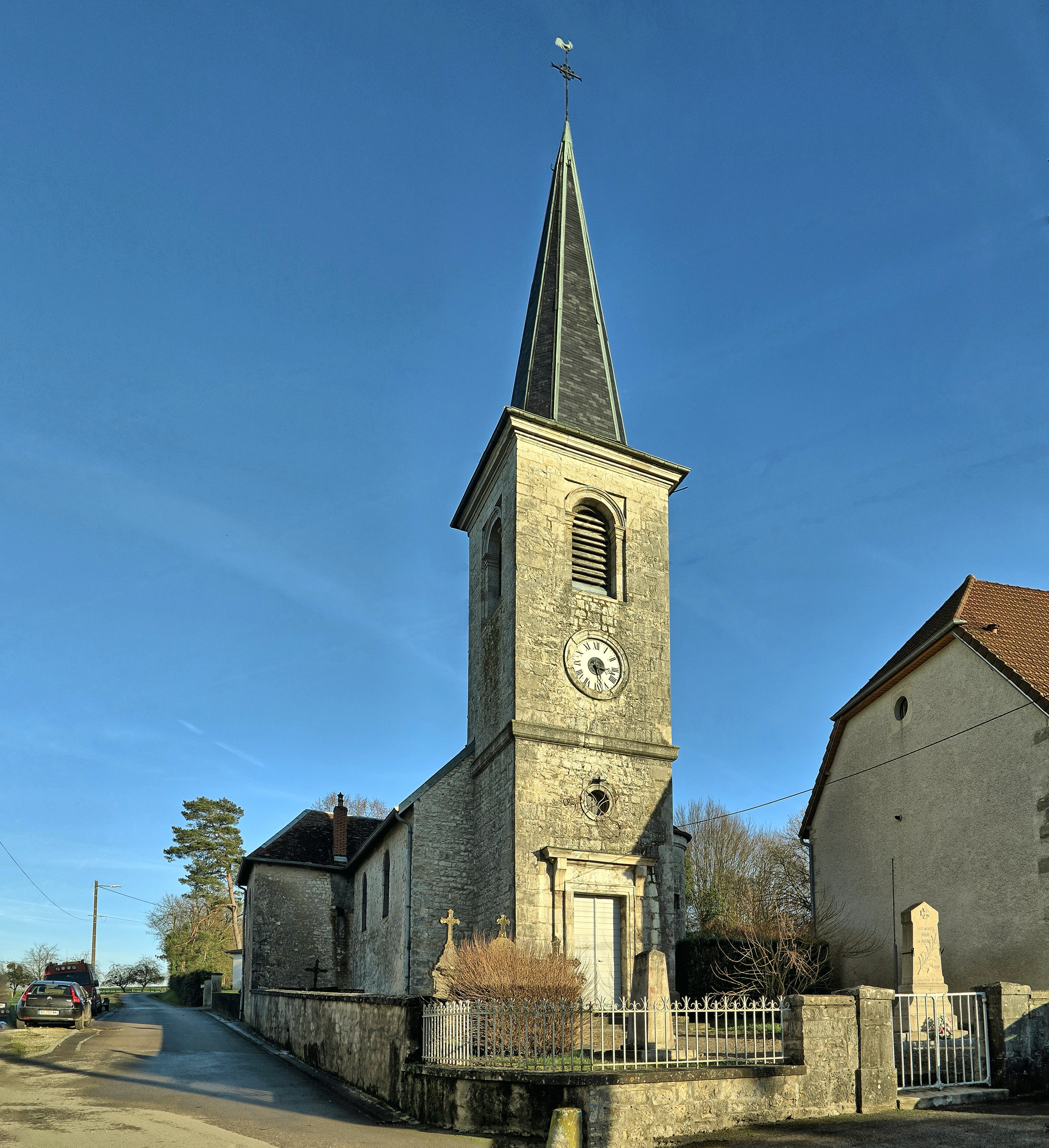
L'église.
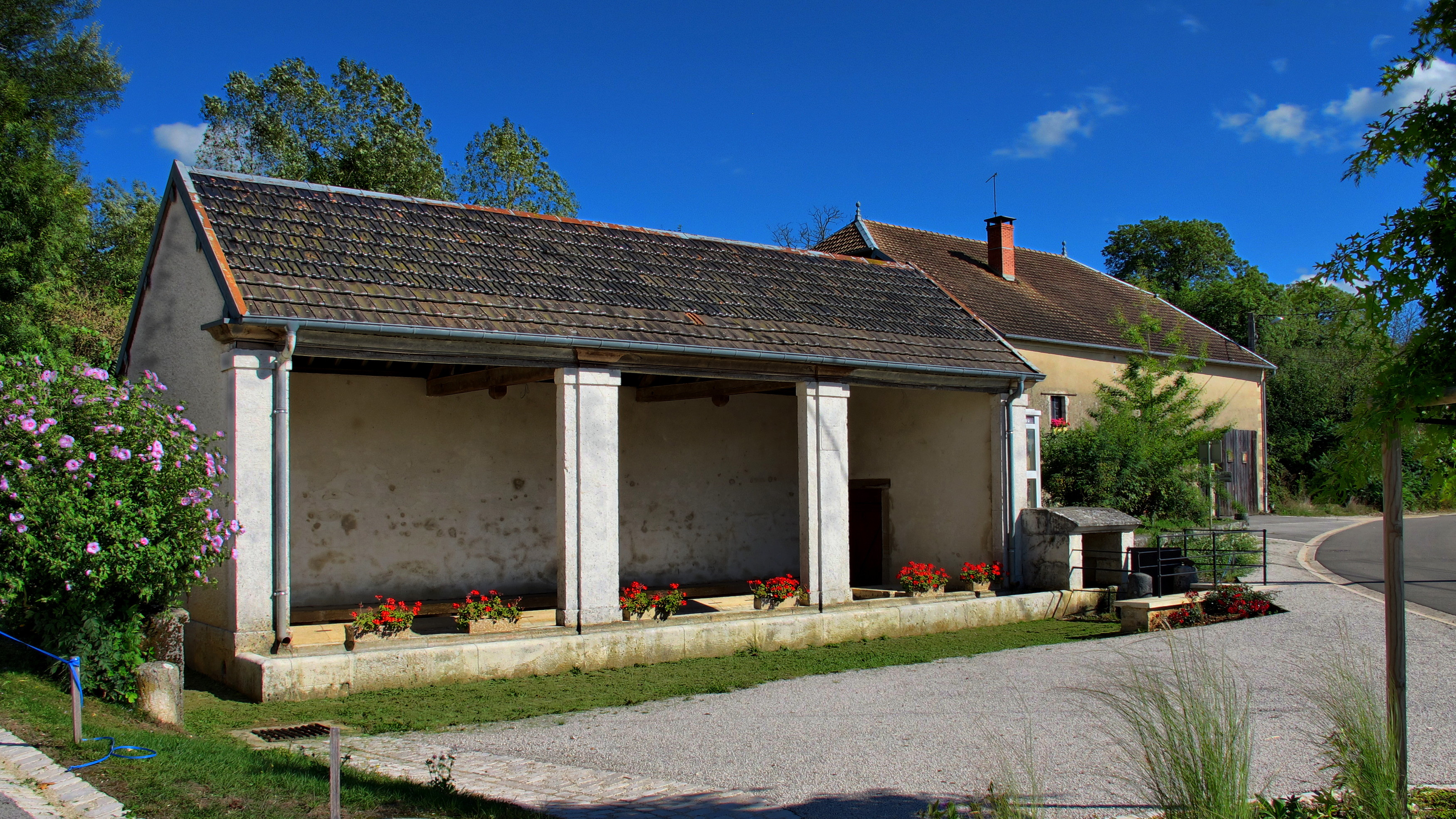
Le lavoir-abreuvoir.

### Personnalités liées à la commune
- François-Antoine Chaillet. Né à Sauvagney le 31 janvier 1833, installé à Besançon en 1854, il devint grâce à son travail acharné le meilleur artiste régleur de chronomètres de précision. Médaille de bronze à l'Exposition universelle de 1878, d'argent à celles de 1889 et 1893, il obtint aussi de très nombreuses distinctions lors des concours chronométriques annuels de l'observatoire de Besançon[14].